# Antoniuskirche (Graz)

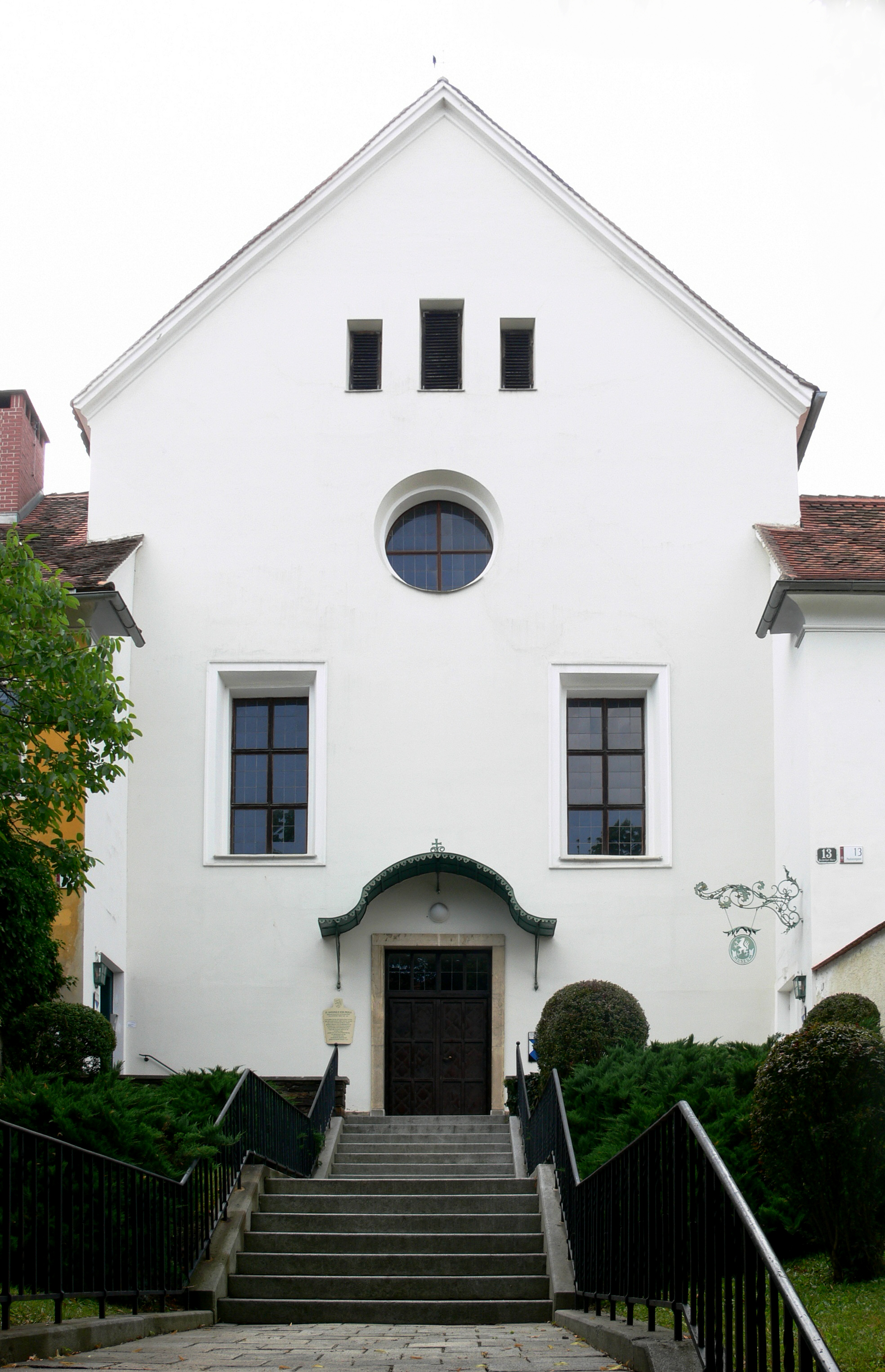
Antoniuskirche

Die Antoniuskirche ist eine römisch-katholische Kirche im ersten Grazer Gemeindebezirk Innere Stadt. Sie liegt am östlichen Schlossberghang neben dem Steirischen Volkskundemuseum in der Paulustorgasse. Sie ist der Pfarre Graz-Dom unterstellt, die zum Dekanat Graz-Mitte der Stadtkirche Graz gehört.

## Geschichte und Gestaltung
Die Kirche gehört zur ersten steirischen Niederlassung der Kapuziner, die 1600–1602 errichtet wurde. 
Der heutigen Standort befand sich zur Erbauungszeit in der Paulustor-Vorstadt. Am 8. August 1600 wurden dort 10.000 protestantische Bücher und Schriften verbrannt. Dieses Ereignis war Schlusspunkt der Ausweisung der Protestanten aus der Stadt Graz. Nur zwei Tage später stellte der päpstliche Nuntius an jener Stelle ein Holzkreuz auf und legte den Grundstein zum Bau der Antoniuskirche. Die Kirche ist dem heiligen Antonius von Padua geweiht. Im Zuge der Josephinischen Reformen wurde das Kapuzinerkloster im Jahr 1786 aufgelassen und fortan als psychiatrische Anstalt verwendet. Nach der Errichtung eines Sonderkrankenhauses in Graz-Straßgang zog im Jahr 1913 das Volkskundemuseum in die Räumlichkeiten des ehemaligen Klosters ein. Die Antoniuskirche ist von außen nur durch den Stiegenaufgang und die schlichte Giebelfassade mit einem Rundfenster zu erkennen.

## Gestaltung
Der mittelgroße Rechteckbau besitzt eine glatte Hauptfassade mit einem Dreiecksgiebel, in deren Mittelachse ein Rundfenster eingelassen ist. Das einschiffige Langhaus besitzt drei Joche. Im tonnengewölbten Kirchenraum steht ein aufwändig gestalteter, barocker Hochaltar. Das Altarblatt, 1602 vom Hofkünstler Giovanni Pietro de Pomis – er war der Architekt des Mausoleums und der Katharinenkirche in Graz – gemalt, verherrlicht die Gegenreformation und stellt eine Bitte um den Segen für die Klostergründung dar.
Ein weiteres Bild von De Pomis, es war ursprünglich für die nicht mehr bestehende Klarissenkirche bestimmt, zeigt die Erzherzogin Maria, die Stifterin des Klarissenklosters im Paradeis. Das Christuskind erhebt, im Schoß seiner Mutter sitzend, segnend seine Hand über die Erzherzogin. 
Neben einem schlicht gestalteten Gestühl (18. Jahrhundert) und zwei Weihwasserbecken aus Marmor (17. Jahrhundert) sind ein Holzkruzifix von Alexander Silveri, die Kanzel (um 1775/80) mit geschwungenem Korb und Schalldach, zwei Seitenaltäre, sowie ein spätbarocker Tabernakel im Innenraum enthalten.